# 上麻生站

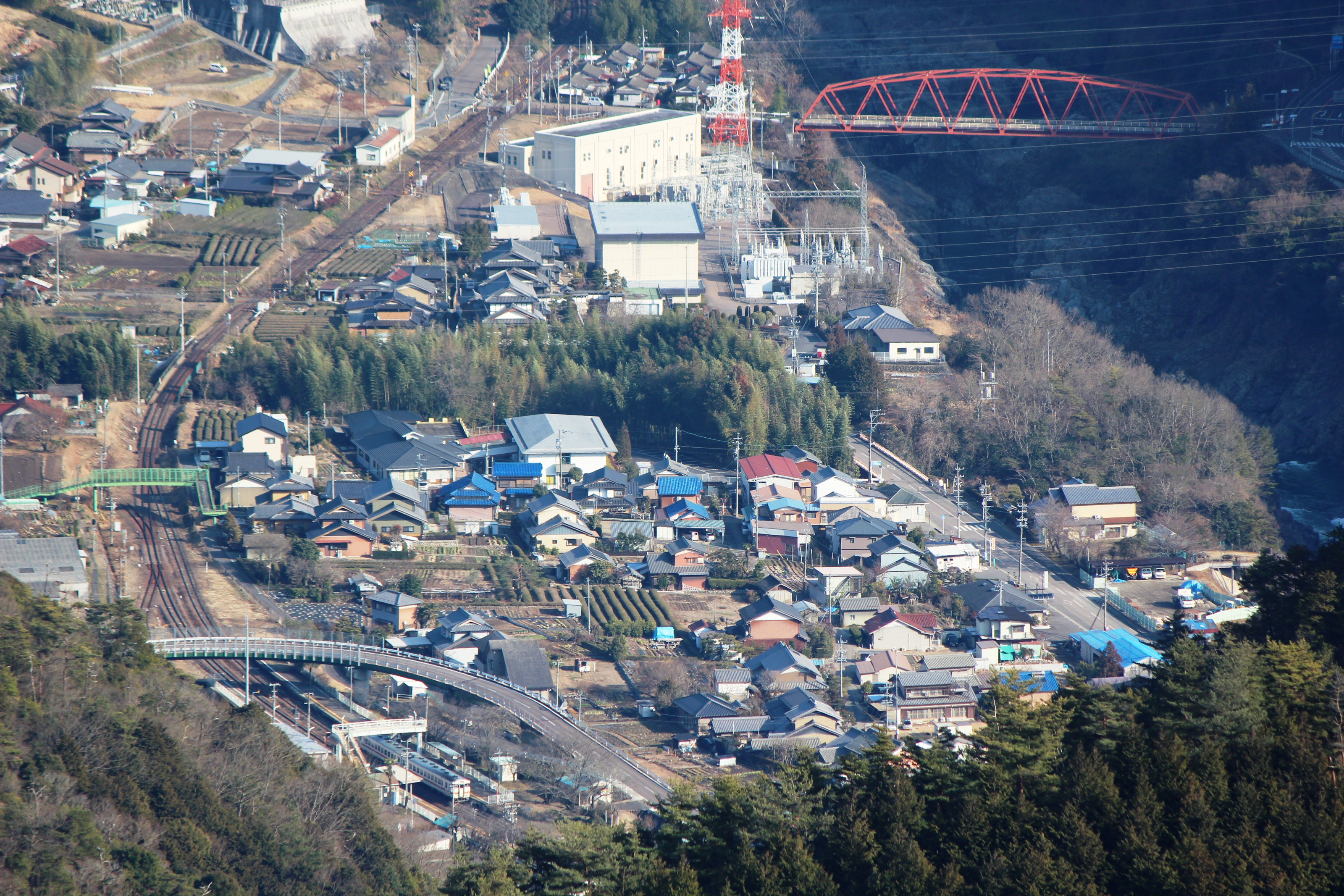
從納古山望向上麻生站

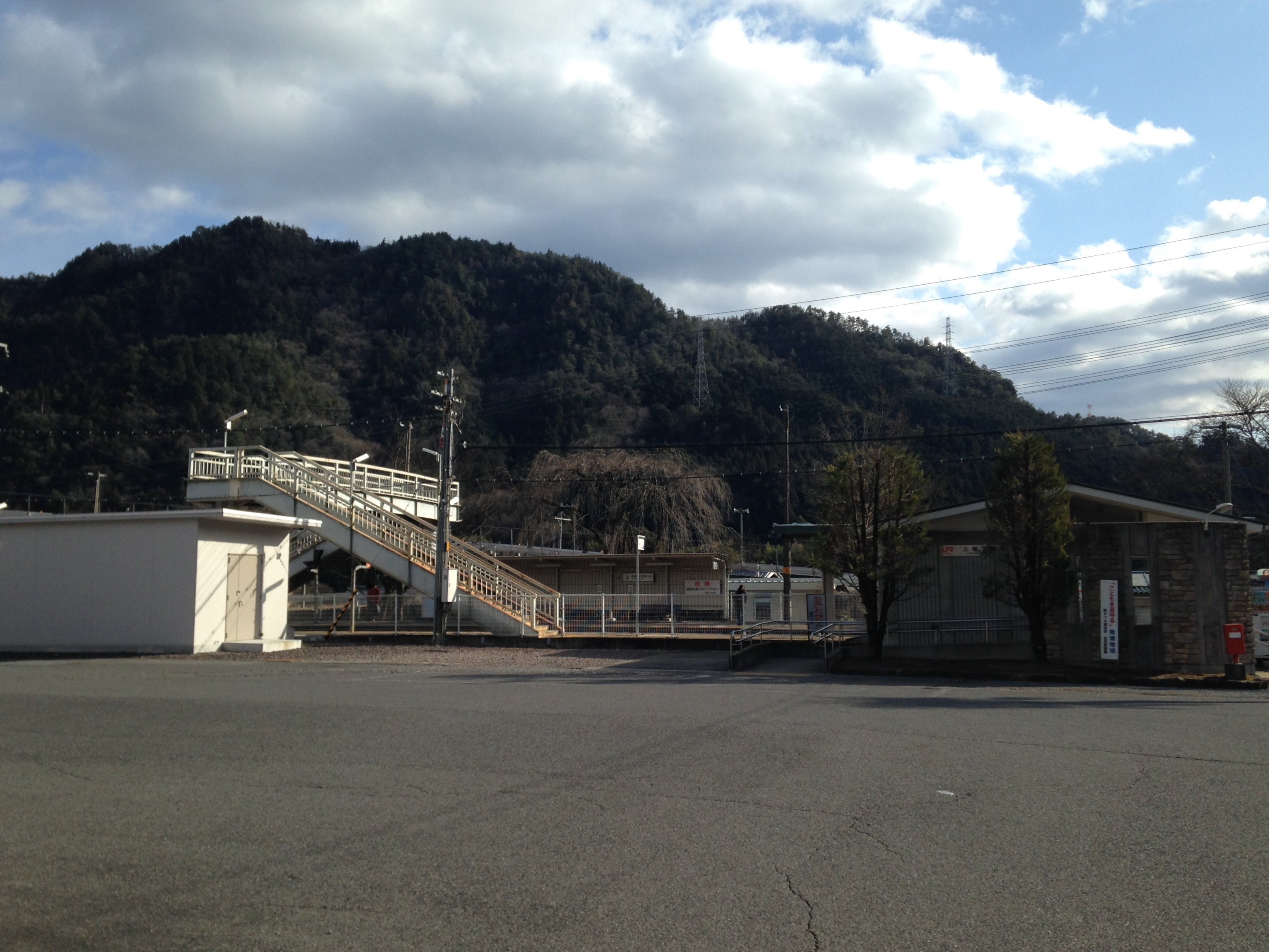
車站全景(2014年2月)

上麻生站（日语：／ Kami-asō eki */?）是位於岐阜縣加茂郡七宗町上麻生2272號，屬於東海旅客鐵道（JR東海）的高山本線車站。

## 歷史

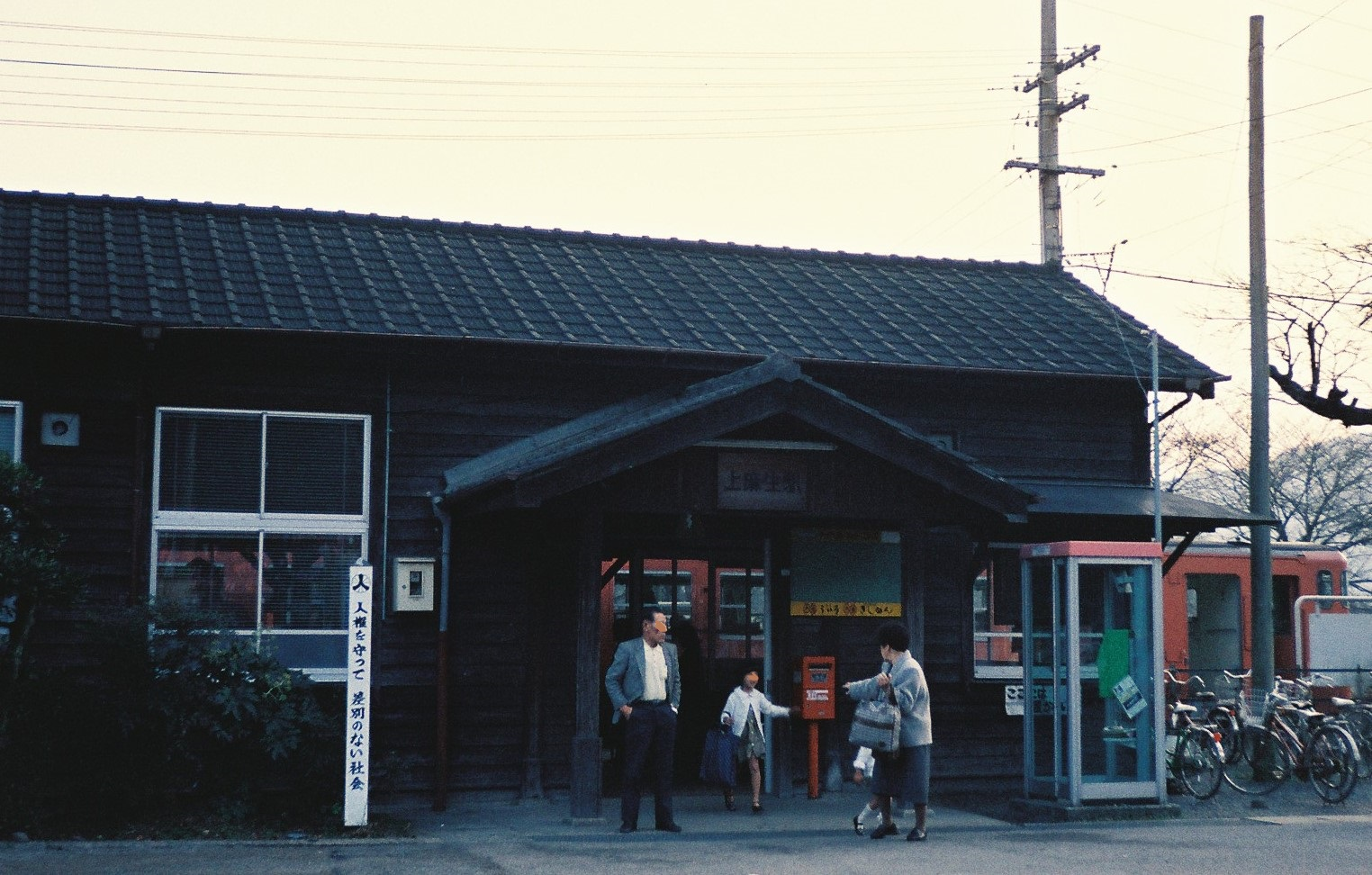
舊站房（1987年12月）

- 1924年（大正13年）3月20日 - 高山線（在1934年改名為高山本線）下麻生站至此站之間開通，此站啟用。為旅客和貨物車站。
- 1926年（大正15年）3月15日 - 高山線此站至白川口站之間開通。
- 1961年（昭和36年）8月1日 - 結束貨物起卸業務。
- 1985年（昭和60年）4月1日 - 成為無人車站（簡易委託）。
- 1987年（昭和62年）4月1日 - 伴隨國鐵分割民營化，車站由東海旅客鐵道（JR東海）營運。
- 2003年（平成15年）3月 - 翻新車站大樓。

## 車站構造
本站是地面車站，設有2面2線相對式月台，可進行列車交會。兩月台之間設有跨線橋連接。由於此站是七宗町的玄關口車站，因此車站使用人次較多。在1985年至1991年之間，此站是無人車站（簡易委託車站）。本站啟用當初的站房已經被重建為一座較小型的建築物。在站前設有停車處，停泊數架車輛。此站由美濃太田站管理。

### 月台
| 月台 | 路線     | 上下行 | 方向               |
| ---- | -------- | ------ | ------------------ |
| 1    | 高山本線 | 下行   | 下呂、高山方向     |
| 2    | 高山本線 | 上り   | 美濃太田、岐阜方向 |

## 車站周邊

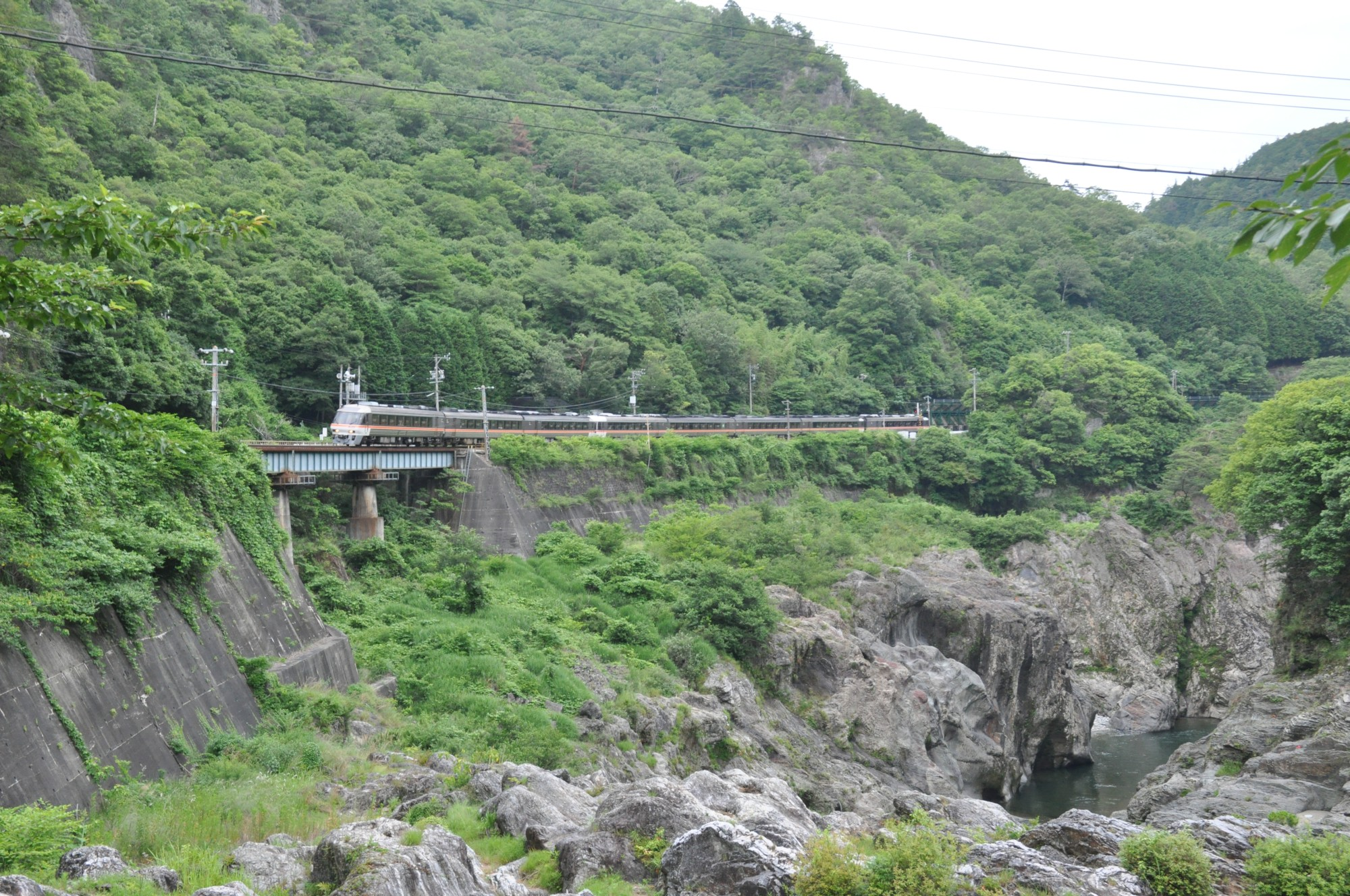
飛水峽

車站位於七宗町中心，該處設有商店、住宅和公共機構。站前設有公廁。
- 七宗町公所
- 七宗町立上麻生小學
- 加茂警署（日语：加茂警察署）上麻生駐在所
- 岐阜森林管理署七宗森林事務所
- 七宗郵局
- 日本最古之石博物館（日语：日本最古の石博物館）
- 蒸氣機車展示館 - 展示C12-163。
- 飛驒川（日语：飛騨川）
- 飛水峽（日语：飛水峡）
- 岐阜縣道64號可兒金山線（日语：岐阜県道64号可児金山線）
- 國道41號

## 巴士路線
- 七宗町營巴士（日语：七宗町営バス）

## 相鄰車站
東海旅客鐵道（JR東海）
 高山本線
下麻生－上麻生－（飛水峽信號站）－白川口

## 注腳
1. ↑  JR東海移動等便利化取組報告書
2. 1 2  採用車站時間表的方向資訊。詳情參見JR東海官方網站的各站時間表 （页面存档备份，存于）（截至2015年1月）。